# 찰리 크리스천
찰리 크리스천(Charlie Christian, 본명은 찰스 헨리 크리스천(Charles Henry Christian), 1916년 7월 29일 ~ 1942년 3월 2일)은 미국의 재즈 기타 연주자이다.

## 생애
미국 텍사스주 본햄 출생이며 원적지는 미국 오클라호마주 오클라호마 시티이다.
그는 고등학교를 중퇴한 후에 1931년 기타 연주자로 첫 데뷔하였고 탁월한 기타 연주로 많은 호평을 받았으며 그 밖에 테너 색소폰과 트럼펫 연주에도 능수능란하였다.
그러나 1940년부터 결핵에 결려 투병하다가 1942년 3월 2일에 미국 뉴욕주 뉴욕 시티 스태튼 아일랜드 구역에서 향년 26세로 요절하였다.